# Chisocheton
Chisocheton es  un género botánico de árboles con 142 especies descritas y de estas, solo 50 aceptadas, pertenecientes a la familia Meliaceae.

## Taxonomía
El género fue descrito por Carl Ludwig Blume y publicado en Bijdragen tot de flora van Nederlandsch Indië 168. 1825[1825]. La especie tipo es: Chisocheton divergens Blume.

## Algunas especies aceptadas
A continuación se brinda un listado de las especies del género Chisocheton aceptadas hasta enero de 2013, ordenadas alfabéticamente. Para cada una se indica el nombre binomial seguido del autor, abreviado según las convenciones y usos.
- Chisocheton aenigmaticus Mabb.
- Chisocheton amabilis (Miq.) C.DC.
- Chisocheton cauliflorus Merr.
- Chisocheton celebicus Koord.
- Chisocheton ceramicus (Miq.) C.DC.
- Chisocheton crustularii Mabb.
- Chisocheton cumingianus (C.DC.) Harms
- Chisocheton curranii Merr.